# 假苜蓿
假苜蓿（学名：Crotalaria medicaginea）为豆科猪屎豆属下的一个变种。

## 扩展阅读
維基物種上的相關：假苜蓿